# Supergromada w Rzeźbiarzu
Supergromada w Rzeźbiarzu – supergromada galaktyk znajdująca się głównie w gwiazdozbiorze Rzeźbiarza w odległości 700 milionów lat świetlnych. Ta supergromada jest położoną dalej od nas częścią Ściany Rzeźbiarza. Supergromada w Rzeźbiarzu zawiera 5 głównych gromad, które są bogatsze w galaktyki od gromad w Supergromady w Feniksie. Jednak gromady te znajdują się znacznie dalej, przez co są trudniejsze w obserwacjach.
| Nazwa      | Rektascensja (J2000) | Deklinacja (J2000) | Redshift (z) | Odległość w mln ly | Klasa obfitości |
| ---------- | -------------------- | ------------------ | ------------ | ------------------ | --------------- |
| Abell 2717 | 00h 03m 18s          | -35° 57′ 00″       | 0,0478       | 650                | 1               |
| Abell 4008 | 23h 30m 18s          | -39° 19′ 00″       | 0,0537       | 730                | 1               |
| Abell 4012 | 23h 31m 48s          | -33° 49′ 00″       | 0,0498       | 680                | 0               |
| Abell 4013 | 23h 31m 54s          | -35° 16′ 00″       | 0,0488       | 665                | 1               |
| Abell 4059 | 23h 56m 42s          | -34° 40′ 00″       | 0,0463       | 630                | 1               |

Dane obserwacyjne gromad znajdujących się w odległości powyżej 500 milionów lat świetlnych są niekompletne.